# Gare d’Ogeu-les-Bains
Gare d'Ogeu-les-Bains – przystanek kolejowy w Ogeu-les-Bains, w departamencie Pireneje Atlantyckie, w regionie Nowa Akwitania, we Francji.
Został otwarty w 1883 roku przez Compagnie des chemins de fer du Midi et du Canal latéral à la Garonne. Jest przystankiem kolejowym Société nationale des chemins de fer français (SNCF), obsługiwanym przez pociągi TER Aquitaine.